# Фрайенштайнау
Фрайенштайнау (нем. Freiensteinau) — община в Германии, в земле Гессен. Подчиняется административному округу Гиссен. Входит в состав района Фогельсберг.  Население составляет 3301 человек (на 31 декабря 2010 года). Занимает площадь 65,67 км².